# Исаево (Пустошкинский район)
Исаево — деревня в России, в Пустошкинском районе Псковской области. Входит в состав Гультяевской волости.

## География
Деревня расположена на юго-западном берегу озера Рудо, в 11 км к юго-востоку от города Пустошка.

## Население
| 2002 | 2010 |
| ---- | ---- |
| 36   | ↘34  |

Численность населения деревни по оценке на начало 2001 года составляла 39 жителей.